# Genobaldo (século III)
Genobaldo (em latim: Genobaudes ou Genebaldus) foi um nobre franco do século IV. Em 286, o imperador Maximiano, parceiro de Diocleciano, fez campanha na Gália contra francos e alamanos. Após vencê-los, restaurou Genobaldo a sua posição de líder dos francos.